# General dels Exèrcits dels Estats Units
General dels Exèrcits o, amb el títol complet, General dels Exèrcits dels Estats Units (anglès: General of the Armies o General of the Armies of the United States) és el màxim rang possible de l'Exèrcit dels Estats Units. Per al rang inferior, veure General de l'Exèrcit.
Ningú ostenta actualment aquest rang, i mai no ha estat mai emprat per un oficial al servei actiu al mateix temps que General de l'Exèrcit. A vegades s'ha considerat que seria equivalent a rangs com Generalíssim o Gran Mariscal.

## Història

### Època de la Guerra de la Revolució Americana
Durant l'època de la Guerra d'Independència, el Congrés Continental nomenà oficials per comandar l'Exèrcit Continental. Normalment es tractava de líders de comunitat distingits, que havien servit com a oficials provincials a l'exèrcit britànic. Mentre que alguns eren promoguts a general des del rang de Coronel, la majoria eren nomenats d'inici com a generals a voluntat del Congrés, expirant o revocant-se els nomenaments al final d'una campanya en particular.

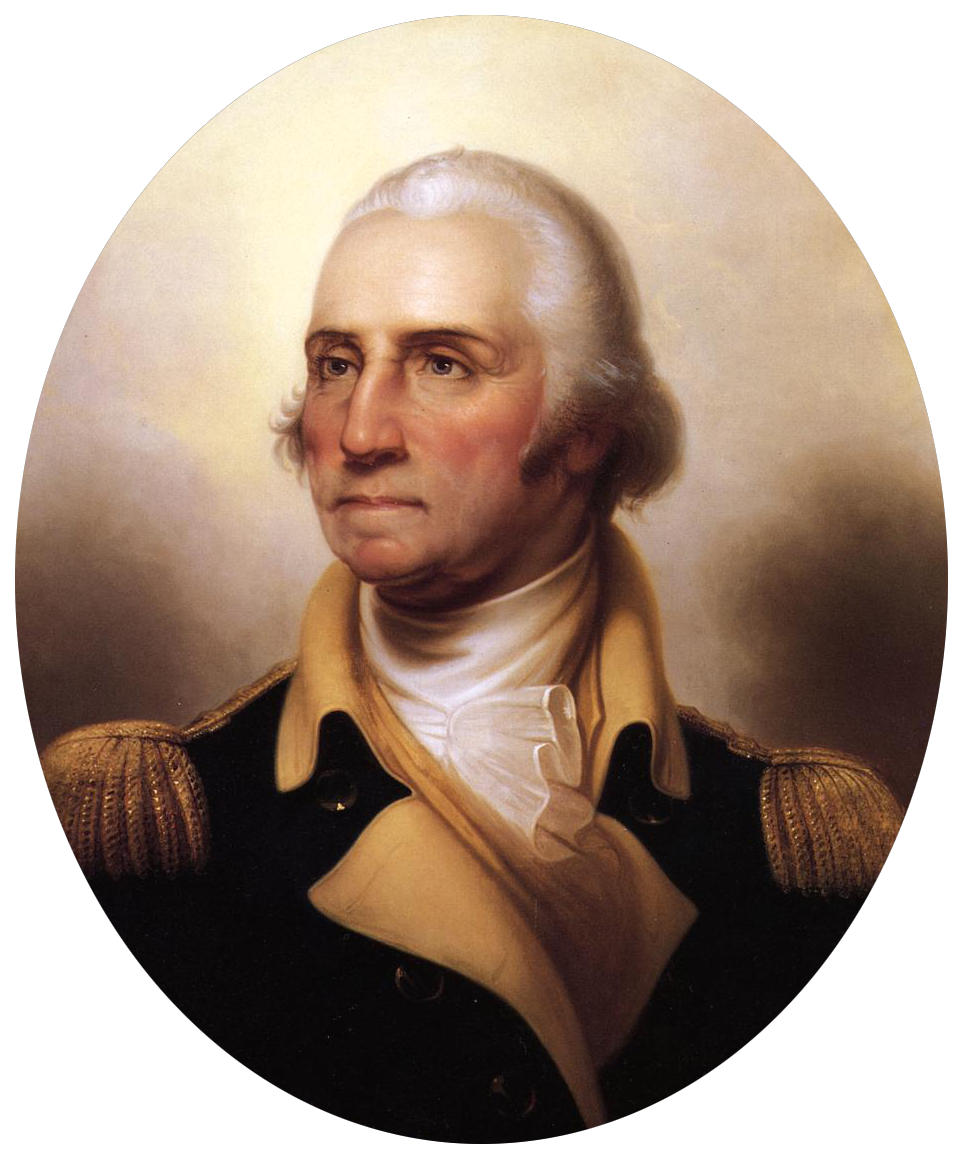
George Washington

A excepció de George Washington, els generals d'aquella època eren Brigadier Generals o Major Generals. La seva insígnia eren una o dues estrelles sobre una xarretera daurada.
Durant la Guerra d'Independència George Washington ostentà el màxim rang de l'Exèrcit Continental, amb el títol de "General i Comandant en Cap" ("General and Commander in Chief"). Lluïa 3 estrelles a les seves xarreteres.
Un any abans de la seva mort, Washington va ser nomenat pel President John Adams amb el rang de Tinent General de l'Exèrcit dels Estats Units durant la Quasi-Guerra amb França. Washington mai no exercí autoritat activa en aquest rang, però Adams va fer el nomenament per espantar als francesos, pels quals la guerra ja era quelcom cert.
En una acta del Congrés dels Estats Units del 3 de març de 1799, el Congrés declarà que un Comandant dels Estats Units serà anomenat i comissionat amb el rang de General dels Exèrcits dels Estats Units, i l'ofici actual i títol de Tinent General serà abolit. Però aquest rang proposat no va ser finalment atorgat. Quan George Washington va morir, va ser citat com a tinent general a les llistes de l'Exèrcit dels Estats Units.
Després de la guerra, l'exèrcit americà no tenia generals. Quan hi tornaren a haver, el màxim rang era el de Major General. El Major General més veterà era citat com a Comandant General de l'Exèrcit dels Estats Units. El càrrec va ser abolit a inicis del segle XX i substituït pel de Cap de l'Estat Major de l'Exèrcit dels Estats Units.

### I Guerra Mundial

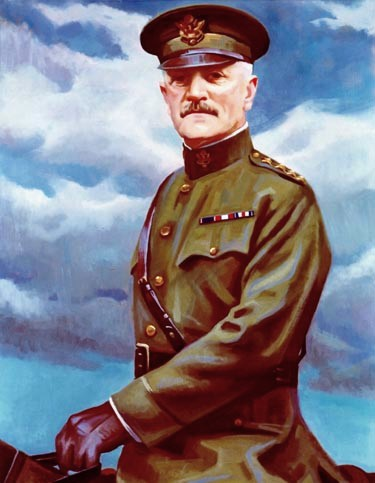
General John Pershing

Durant la Primera Guerra Mundial es tornaren a autoritzar temporalment els Tinents Generals de 3 estrelles i els Generals de 4 estrelles. Tasker H. Bliss i John J. Pershing van ser promoguts a Generals a l'octubre de 1917, i Peyton C. March al maig del 1918. Hunter Liggett i Robert Lee Bullard van ser promoguts a Tinent General el 16 d'octubre de 1918. El 3 de setembre de 1919, Pershing va ser promogut al rang de General dels Exèrcits en reconeixement de la seva tasca com a comandant del Cos Expedicionari Americà. Després de la guerra, el 1920, els Tinent Generals i els Generals tornaren als seus rangs permanents de Major General, a excepció de Pershing. Pershing es retirà de l'exèrcit el 13 de setembre de 1924, retenint el seu rang de General dels Exèrcits fins a la seva mort el 1948. Pershing lluïa 4 estrelles d'or mentre que era General dels Exèrcits.
Els Generals de 4 estrelles van tornar a ser autoritzats el 1929, sent Charles Pelot Summerall el primer; i el rang de General de l'Exèrcit va ser creat el 1944. Pershing era considerat superior a tots dos rangs, però no és clar si el rang de General dels Exèrcits era considerat un rang de 5 ó 6 estrelles.

## Rang de Sis Estrelles
S'oferí al General Pershing l'opció de crear la seva pròpia insígnia pel càrrec de General dels Exèrcits. Escollí continuar lluint les 4 estrelles de General, però en or, en lloc de les platejades usades per a un general regular. La Regulació de l'Exèrcit 600-35 sobre Personal del 12 d'octubre de 1921, i les edicions posteriors durant la vida del general Pershing, no va fer cap mena de menció a la insígnia de General dels Exèrcits, però va prescriure que els generals lluirien 4 estrelles.
El 14 de desembre de 1944, quan s'establí el rang de General de l'Exèrcit, es modificà la Regulació de l'Exèrcit 600-35 per preveure que els Generals de l'Exèrcit lluirien 5 estrelles platejades. El General Pershing seguí lluint només 4 estrelles d'or, però seguí mantenint la preeminència sobre tot el personal de l'Exèrcit fins a la seva mort el 1948.

Disseny conjectural per a General dels Exèrcits

El 1945, l'Institut d'Heràldica preparà una insígnia que hauria incorporat una sisena estrella en el disseny de 5 estrelles de General de l'Exèrcit. Com que no hi ha hagut cap nomenament nou per a General dels Exèrcits, no s'ha aprovat oficialment una insígnia per a General de sis estrelles.

### Senioritat
Durant la Segona Guerra Mundial, l'Exèrcit establí el rang de 5 estrelles de General de l'Exèrcit. Per ordre d'antiguitat, es decidí que el General Pershing (que encara vivia quan es creà el rang el 1944) seria superior als nous Generals de l'Exèrcit. Llavors, es preguntà al Secretari de Guerra Henry L. Stimson si Pershing seria un general de 6 estrelles. Stimson afirmà que:
En sembla, la intenció de l'Exèrcit era fer que General dels Exèrcits sigui superior en grau a General de l'Exèrcit. He assessorat al Congrés que el Departament de Guerra està d'acord amb aquesta proposta.
Els reglaments oficials de l'Exèrcit no declaren actualment el rang de General dels Exèrcits com de sis estrelles; però alguns historiadors han interpretat que la superioritat del General Pershing sobre els generals de 5 estrelles indica que General dels Exèrcits és un rang de 6 estrelles. Això no obstant, també s'ha afirmat que General dels Exèrcits és un rang de 5 estrelles, però que l'antiguitat de Pershing és simplement el resultat el fet que havia assolit el seu rang abans que la resta de generals de 5 estrelles.
No obstant això, s'ha especulat amb el fet que si els Estats Units creessin mai un rang de 6 estrelles, podria ser anomenat General dels Exèrcits. Això gairebé succeeix amb Douglas MacArthur.

### Douglas MacArthur

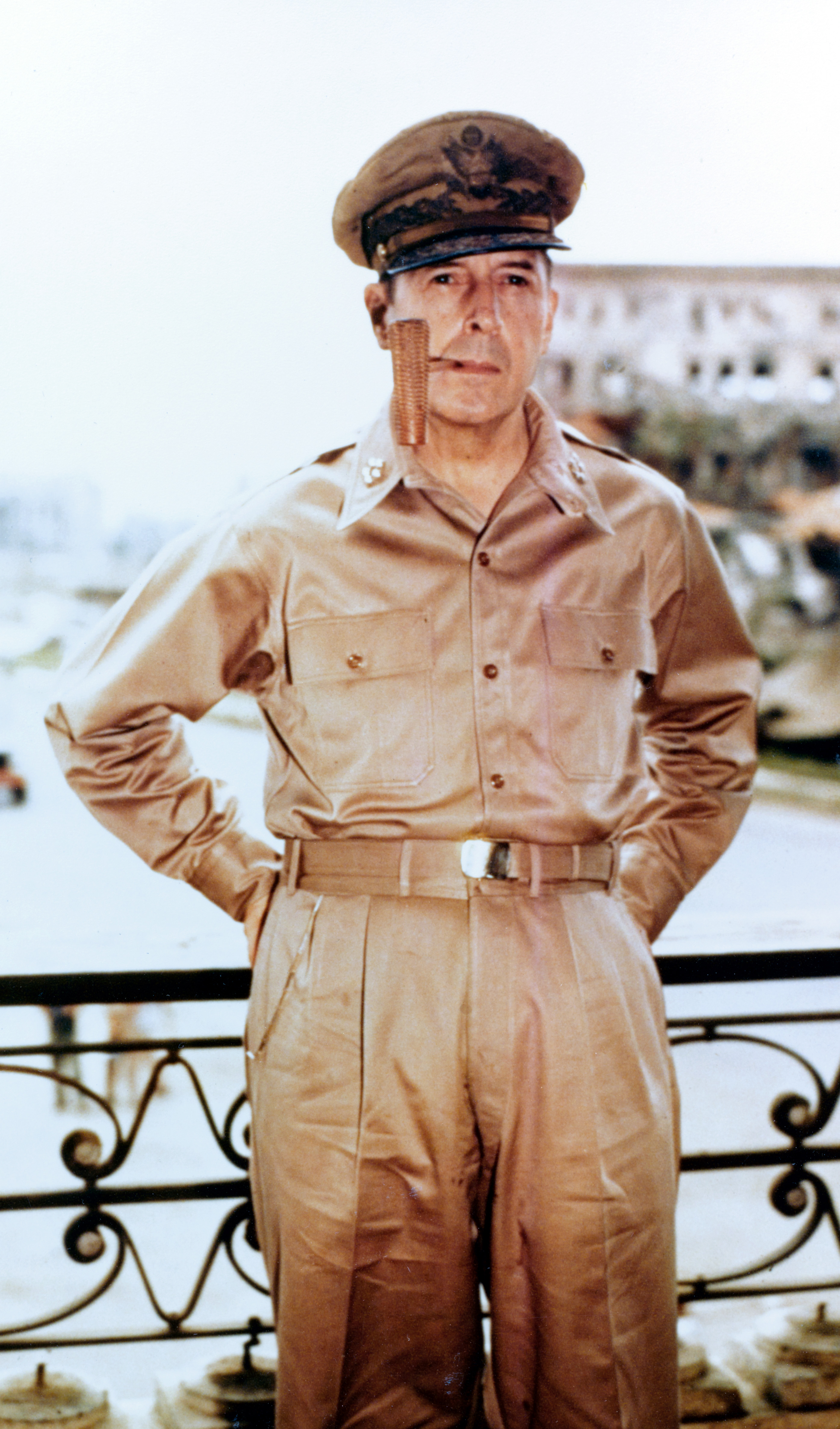
Douglas MacArthur

El 1945, mentre que es preparava l'Operació Caiguda (la invasió planejada del Japó), el Departament de Guerra discutí la proposta assumís el rang de General dels Exèrcits de promoure a Douglas MacArthur al rang de General dels Exèrcits. Després de l'ús de la bomba atòmica a l'agost de 1945 i la posterior rendició del Japó, la proposta va decaure.
L'assumpte tornà a sorgir el 1955, quan el Congrés dels Estats Units considerà una proposta autoritzant al President Eisenhower a promoure a MacArthur al rang de General dels Exèrcits, en reconeixement dels seus molts anys de servei. En aquell moment, l'Auditor General avisà que si MacArthur acceptava la promoció al nou rang, perdria molts diners del pagament de la jubilació i beneficis associats al rang de General l'Exèrcit, molt més establert. L'Estat Major de l'Exèrcit també es mostrà preocupat perquè George C. Marshall era més veterà que MacArthur i que, si MacArthur era promocionat a General dels Exèrcits, s'hauria de fer el mateix amb Marshall. Degut a diverses complicacions, MacArthur declinà la promoció.

### George Washington
Després de la II Guerra Mundial i de la introducció dels oficials americans de 5 estrelles que superaven a Washington, tant el Congrés com el President van revisar la situació de Washington. Per mantenir la preeminència de Washington com a primer Comandant General de l'Exèrcit dels Estats Units va ser nomenat, a títol pòstum, amb el rang de General dels Exèrcits dels Estats Units per una resolució conjunta del Congrés el 19 de gener de 1976, aprovada pel President Gerald R. Ford l'11 d'octubre de 1976. La llei establia el grau tenia rang i precedència sobre tots els graus de l'Exèrcit, passats o present, fent-lo clarament superior a General de l'Exèrcit.